# 自由党 (日本 1994)
自由党（じゆうとう）は、1994年4月に渡辺美智雄の首相擁立を目指し、自由民主党の国会議員が離党し結成した日本の政党。同年12月に新進党結成に伴い解散。この自由党は党首の名前から「柿澤自由党」として区別されることもある。

## 歴史
細川護熙を首班とした政治改革政権が終焉の時を迎え、後継総理として野党第1党・自民党の渡辺美智雄を擁立しようという動きに伴い、渡辺の側近であった柿澤弘治、太田誠一、新井将敬、佐藤静雄、山本拓、米田建三の6人が先行して自民党を離党、無所属・無会派ながら前年の首班指名選挙では細川ではなく自民党総裁の河野洋平を支持した（後の山本の妻）高市早苗を加えた7人の代議士で結成した政党。なお、新井・高市は前年新党さきがけ参加を断られた共通点がある。
党首は柿澤、代表幹事が太田。最終的に渡辺は自民党からの離党を断念したが、羽田孜を首班とした新生党政権で柿澤は外務大臣に、佐藤は北海道開発庁政務次官に就任した。同年7月海部俊樹を代表とする自由改革連合結成に参加し、同年12月の新進党結党により解散した。その後、上記7人のうち高市を除く6名は自民党に復帰（その内、柿沢・佐藤は新進党不参加で自由連合を経て復党）、高市も自民党に入党した。

## その後
渡辺美智雄は1995年9月に亡くなったが、息子の渡辺喜美が第41回衆議院議員総選挙で初当選し、柿澤と佐藤が所属する中曽根派に加入、2009年8月に自ら党首となって結党したみんなの党には柿沢や新井の秘書だった者が公認候補者となり佐藤自身も支援している。
また、柿澤弘治の息子の柿沢未途はみんなの党の結成に参加し、同年の第45回衆議院議員総選挙から2期連続で同党所属の衆議院議員となったが、党内で渡辺喜美と対立した江田憲司幹事長を支持して2期目途中の2013年8月に同党を離党し、その後は結いの党を経て維新の党に参加した。

## 歴代自由党党首一覧
| 代 | 党首 | 党首     | 在任期間                                     |
| -- | ---- | -------- | -------------------------------------------- |
| 1  |      | 柿澤弘治 | 1994年（平成6年）4月 - 1994年（平成6年）12月 |